# Lola Flores
Maria de Los Dolores Flores Ruiz (Jerez de la Frontera, Espanha, 21 de Janeiro de 1923 – Alcobendas,  16 de Maio de 1995) foi actriz, bailarina de flamenco e cantora espanhola, conhecida por Lola Flores, La Faraona (a faraóna).

## Biografia
Nascida em 21 de janeiro de 1923, em San Miguel, província de Cádiz, em Jerez de la Frontera, Lola Flores (ou La Faraona, como era conhecida no meio artístico) foi uma das figuras mais queridas da Espanha no século XX, famosa cantora folclórica, bailarina e atriz. A sua mãe tinha ascendência cigana por parte do pai.
Em 1939, com 16 anos estreou no Teatro Villamarta com o espetáculo Luces de España. Um de seus maiores êxitos foi como parceira artística de Manolo Caracol com quem trabalhou até 1951.
Casou-se com o guitarrista Antonio González Batista (El Pescaílla), em 1958, com quem teve três filhos: Dolores Flores (conhecida como Lolita Flores), Antonio Flores e Rosário Flores, todos eles também cantores.
Faleceu aos 72 anos de cancro da mama, diagnosticado em 1972. Foi sepultada no Cemitério de la Almudena, em Madrid. Catorze dias após sua morte, seu filho Antonio, de 34 anos, foi encontrado em casa, morto supostamente por overdose de narcóticos. Foi enterrado junto à mãe.